# Marcel Pinel
Marcel Pinel (Honfleur, 1908. július 8. – Honfleur, 1968. március 18.) francia labdarúgócsatár és középpályás.
A francia válogatott tagjaként részt vett az 1930-as világbajnokságon.